# CS La Mancha
Club Sportif La Mancha w skrócie CS La Mancha – kongijski klub piłkarski grający w drugiej, a niegdyś w pierwszej lidze kongijskiej, mający siedzibę w mieście Pointe-Noire.

## Sukcesy
- I liga[1]
  - wicemistrzostwo (4): 2001, 2003, 2006, 2018.

## Występy w afrykańskich pucharach
Stan na luty 2023.
| Sezon | Rozgrywki           | Runda   | Kraj                          | Klub                    | Dom | Wyjazd | Dwumecz |
| ----- | ------------------- | ------- | ----------------------------- | ----------------------- | --- | ------ | ------- |
| 2003  | Puchar CAF          | 1       | Wybrzeże Kości Słoniowej      | Jeunesse Club d’Abidjan | 1–1 | 0–1    | 1–2     |
| 2018  | Puchar Konfederacji | wstępna | Wybrzeże Kości Słoniowej      | AS Tanda                | 1–0 | 0–0    | 1–0     |
| 2018  | Puchar Konfederacji | 1       | Sudan                         | Al-Ahly Szandi          | 3–0 | 1–2    | 4–2     |
| 2018  | Puchar Konfederacji | 2       | Demokratyczna Republika Konga | AS Vita Club            | 1–5 | 0–1    | 1–6     |

## Stadion
Domowe mecze klub rozgrywa na stadionie o nazwie Stade Municipal w Pointe-Noire, który może pomieścić 13594 widzów.

## Reprezentanci kraju grający w klubie
Stan na czerwiec 2023.
| - Thierry Banima - Endzongo Itoua - Chandrel Massanga - Loemba Mavoungou - Guy Mbenza - Noël Mokouka - Prince Mouandza - Barel Mouko - Fred Ngoma | - Junior Ngoma - Naricsse Nzébélé - Burnel Okana-Stazi - Joé Ombandza - Fabrice Ondama - Theddy Ongoly - Ghislain Tchiamas - Fagih Tchibota |